# Dolors Hubach i Vilarrodà
Dolors Hubach Vilarrodà (Molló, Ripollès, 26 de juny de 1928 - Calonge, Baix Empordà, 26 de desembre de 2012) va ser una mestra que va ocupar la presidència del Centre d'Estudis Calongins Colònico entre els anys 1998 i 2012. Va entrar en substitució de Lluís Vilar i Subirana, que ocupava el càrrec des de la creació de l'entitat, el 1980. Va substituir-la Josep Cargol i Descaire. Va estar casada amb l'erudit calongí Pere Caner i Estrany.

## Biografia
Dolors Hubach va néixer al poble ripollès de Molló el 26 de juny de 1928. A part de Dolors li van posar els noms de Lluïsa i Rosa. Els seus pares eren Francesc d'Assís Hubach Lucientes, i Maria Vilarrodà Masdéu, que van tenir dos fills més, Pere (1929) i Francesca (1933). Els pares eren naturals de Molló i residien en una casa de la plaça Major del poble. Francesc Hubach va ser secretari de l'Ajuntament de Molló entre abans i després de la Guerra Civil. Va entrar en substitució del seu pare, Ramon Hubach. Els avis paterns es deien Ramon Hubach Galceran i Dolors Lucientes Pairó. Els avis materns, Cosme Vilarrodà Farrés i Dolors Masdéu Freixa. Els quatre avis eren tots ells naturals de Molló, a excepció de l'àvia paterna, que era de Rocabruna, vilar de Beget, municipi agregat a Camprodon l'any 1969. Va fer-se càrrec de la secretaria municipal fins a la seva mort, l'any 1954.

Dolors Hubach va estudiar les primeres lletres a l'escola del poble. A l'edat de 12 o 13 anys va anar al col·legi Cor de Maria de Girona. Allà, a la capital va decidir estudiar la carrera de Magisteri, títol que va obtenir el 1950. En acabar la carrera, va fer suplències a Espinavell, després va ser destinada a Vidreres. L'any 1953 va ser destinada a l'escola de Beuda (la Garrotxa).
En aquest poble garrotxí també hi va ser destinat aquell mateix curs Pere Caner. Hubach es feia càrrec de les nenes i Caner, dels nens. Cadascú vivia en un pis, però era en el mateix immoble. I d'aquí va sorgir una relació sentimental. El curs següent, 1954-1955, Hubach i Caner no es van presentar a l'inici. El Ministeri d'Educació els va obrir expedient, van poder al·legar, però els van desestimar i tots dos van ser inhabilitats com a mestres. Sembla que tot va venir provocat per la poca estima del rector del poble del moment vers Caner. Hubach encara va trobar feina de mestre al col·legi religiós del Cor de Maria de Blanes. Caner va tornar al seu poble i va anar a treballar d'administratiu en una empresa. Tot i això, van mantenir la relació.
El 17 de febrer del 1958 van casar-se a l'església parroquial de Santa Cecília de Molló. Els testimonis dels nuvis van ser Tomàs Echevarria i Cabrera i Lluís Vilar i Subirana, tots dos de Calonge. El viatge de nuvis, que va durar un mes, va començar a terres valencianes i va acabar als Pirineus.
El matrimoni va establir la residència a Calonge, a la casa dels avis materns de Pere Caner, al carrer Bitller. A Calonge, Hubach va arribar a fer substitucions a les escoles públiques de Calonge i també va donar classes particulars a casa seva.
L'any 1979, durant les primeres eleccions municipals locals, Hubach va formar part de la llista Independents per la Renovació Municipal (IRM). Va ocupar el primer lloc de reserva de la candidatura. Ho va fer a petició del seu home, que en aquell moment va descartar encapçalar aquella llista. El cap de llista va ser Dídac Medina i Gámez, que es va convertir en el primer alcalde del nou període democràtic.
L'any 1980 es va crear el Centre d'Estudis Calongins Colònico. Ella va ser sòcia fundadora de l'entitat cultural. De seguida, va ser nomenada vocal de Ciències de l'entitat. Pere Caner va morir el 18 de juny de 1982. En l'assemblea general de 1983, Hubach va ser nomenada vicepresidenta de l'entitat arran de la renúncia del fins ara responsable, Tomàs Echevarria. L'any 1989 va ocupar provisionalment la presidència davant l'excedència d'un any del president Vilar. I va tornar a repetir-ho durant l'any 1993. L'any 1998, el president de l'entitat, Lluís Vilar i Subirana, va plegar al·legant motius de salut. I l'assemblea del 14 de març de 1998 va elegir Hubach nova presidenta de l'entitat, càrrec que ha mantingut fins a la seva mort. Hubach va morir a Calonge el diumenge 16 de desembre del 2012. Va ser enterrada al cementiri municipal de Calonge l'endemà.